# 한중어업협정
한중어업협정(한국 한자: 韓中漁業協定, 영어: Agreement on Fisheries between the Republic of Korea and People's Republic of China)은 대한민국과 중화인민공화국 사이에 맺어진 어업에 관한 조약이다. 16조항으로 구성된 조약과 함께 3개의 부속서, 양해 각서를 포함하고 있다. 1998년 8월 3일에 중국 베이징에 체결되었고, 2001년 6월 30일에 발효되었다. 공식명칭은 대한민국정부와 중화인민공화국정부간의 어업에 관한 협정이다.

## 배경
1994년, 해양법에 관한 유엔 협약이 설립되고, 대한민국과 중국 모두 유엔해양법협약에 따라 200 해리 배타적 경제 수역(EEZ)을 설정하게 되면서, 양국 간 EEZ가 중첩되는 구간에서 조업 질서를 정립할 필요가 생기게 되었다. 1992년에 수교한 한국과 중국 양국은 협상 끝에 협정수역, 입어허가절차, 긴급피난, 어업공동위원회 개최, 협정 유효기간 및 종료 등에 대해 규정하는 어업협정을 체결하게 된다.
그러나 대한민국과 중국 간 해양경계가 획정되지 않았기에, 잠정조치수역, 과도수역, 현행조업유지수역으로 구분하게 되었다. 여기서 잠정조치수역이란, 한중 양국이 산정한 200해리가 서로 중첩되는 수역 중에서 중간부분을 "함께 조업도 하고 함께 관리도 하는 수역이다. 과도수역은 함께 조업도 하고 함께 관리도 하되, 4년 후에는 연안국 EEZ로 편입하는 수역이다. 마지막으로 현행조업유지수역은 별도 합의가 없는 한 당분간 현행대로 조업을 하는 수역이다.

## 같이 보기
- 어업수역